# Marienbad (cràter)
Marienbad és un cràter sobre la superfície de (951) Gaspra, situat amb el sistema de coordenades planetocèntriques a 35.4 ° de latitud nord i 81.8 ° de longitud est. Fa un diàmetre de 0.6 km. El nom va ser fet oficial per la UAI l'any 1994 i fa referència a Mariánské Lázně, una ciutat a Txèquia amb balneari.